# Casino Gerundense
El Casino Gerundense és una entitat cultural i recreativa privada de Girona.

## Història
Fundat el 1848, el Casino Gerundense se situa, d'ençà els inicis de l'entitat, en un antic casalot de la família Rich d'època moderna al número 7 del carrer Albareda de Girona. En un primer moment, solament disposà de la planta noble, que adequà a les necessitats de l'entitat. Amb el temps, el Casino comprà la resta de plantes, fins que a la fi del segle xix esdevingué propietari de tot l'immoble. En aquest moment, es projectà una reforma global de l'edifici, que harmonitzés les distintes dependències i ho adeqüés a les necessitats dels socis d'aleshores. Així, entre 1923-1928 es consumà la reforma de l'edifici que s'havia estat projectant. Es redecoraren els salons de la planta noble i es traslladà la biblioteca al segon pis, on es construí un gran saló de ball amb uns frescos neoclàssics rellevants. Semblantment, es construïren uns banys turcs i establiments d'higiene a la planta baixa. En suma, la remodelació transformà tot l'edifici i se li imprimí el caràcter neoclàssic que ja havia anat desenvolupant al llarg del temps.
Durant la Segona República espanyola l'entitat canvià de nom i passà a anomenar-se "Casino Gironí". En els temps de la Guerra civil espanyola l'entitat fou col·lectivitzada i posada a mans d'un consell obrer, que canvià radicalment la política i les activitats elitistes i burgeses de l'entitat. Sota la dictadura, el Casino es retornà als antics socis i es recuperà el nom en castellà. Durant tot el règim franquista la composició i la natura de l'associació es mantingué invariable i el Casino exercí d'autèntic baluard de les classes dirigents i propietàries de la ciutat, erigides en uns pocs llinatges gironins. Amb el canvi de règim i l'establiment d'una monarquia parlamentària, el Casino ha anat entrant a poc a poc en una decadència. Ha perdut la majoria de criats, fins a mantenir solament el conserge. Igualment, el patrimoni de l'associació ha envellit notablement i pateix una mala adaptació als temps moderns, que, paradoxalment, l'entitat ha evitat; aquest fet ha permès de salvar intacte la decoració i l'estructura de l'immoble, per la qual cosa ha esdevingut un espai protegit per l'ajuntament de Girona.

## Admissió
L'entitat fou durant llarg temps una expressió de la classe dominant a Girona. És per això que solament hi eren admesos homes que fossin professionals liberals, propietaris, militars, funcionaris o capellans. Els comerciants n'eren exclosos, de la mateixa manera que tot assalariat. L'admissió del Casino, però, amb els anys s'hagué de relaxar i actualment són acceptades totes les professions. Igualment, s'accepten també dones d'ençà l'any 2006. Això no obstant, l'accés a l'entitat ha d'ésser avalada per dos socis.
Hi ha dues categories de socis: els numeraris i els que ho són en propietat. Els primers satisfan la quota anual i no tenen ni veu ni vot a la junta general; els segons han comprat la seva plaça de soci i disposen de veu i vot a la junta general i poden ésser elegits a la junta directiva.

## Organització
Dos òrgans regeixen el Casino. D'una banda, hi ha la junta general, que agrupa sobiranament tots els socis en propietat de l'entitat i que es reuneix normalment dos cops l'any. D'una altra, hi ha la junta directiva, elegida per la junta general. Aquesta junta es compon d'un president, un secretari, un tresorer, un bibliotecari, un cap de vocals i tots els vocals que es considerin oportuns. Té plena capacitat executiva i es renova un cop l'any en una junta general.
El Casino Gerundense és club corresponent d'altres entitats de la mateixa natura, tals com el Casino de Madrid. D'aquesta manera es permet l'admissió dels socis d'aquestes entitats al Casino i viceversa.

## Activitats
L'oferta d'activitats del Casino s'ha anat reduint durant els darrers trenta anys. Subsisteixen les activitats bàsiques d'una entitat d'aquestes característiques, tals com el cafè, el billar, els jocs de cartes, els escacs o les sessions televisives. S'han perdut l'afició a la lectura dels volums de la biblioteca, les tertúlies organitzades i els balls de gala que anualment organitzava l'entitat per a l'alta societat gironina. D'aquesta darrera pràctica sobreviu el lloguer del saló de ball del Casino per a festes i celebracions privades, en les quals els socis del Casino normalment no participen.